# Monumento Natural da Gruta do Lago Azul
Monumento Natural da Gruta do Lago Azul é um monumento natural no município de Bonito, Mato Grosso do Sul, Brasil. Possui duas cavernas com formações calcárias interessantes, mas frágeis, e está listada como área protegida desde 1978.

## Descrição
A Gruta do Lago Azul tem um salão principal com um piso que se inclina para um lago subterrâneo com mais de 50 metros de comprimento. A entrada é circular, com cerca de 40 metros de diâmetro, que ilumina o lago com luz solar. Entre os meses de setembro e fevereiro as águas assumem uma cor azul intensa, o que levou ao nome do lago. Ossos fósseis foram encontrados em grandes mamíferos que habitaram a região por mais de 12.000 anos no Pleistoceno. Estes incluem preguiças-gigantes, tatus e tigres-dentes-de-sabre.
A Gruta de Nossa Senhora Aparecida não contém água e tem pouca luz natural. Tem um único salão grande com um piso inclinado de 100 metros no seu ponto mais largo. O salão contém espeleotemas, alguns dos quais são chamados de "anjos", já que se assemelham a humanos com asas. A Gruta de Nossa Senhora Aparecida está fechada para visitantes por motivos de segurança.

## História
A Gruta do Lago Azul e as Grutas de Nossa Senhora Aparecida foram tombadas como monumentos naturais em 1978 pelo Instituto do Patrimônio Histórico e Artístico Nacional (IPHAN). O objetivo é preservar as estruturas calcárias muito frágeis da caverna, o lago e seu ecossistema aquático e a paisagem ao redor das cavernas. Os visitantes são permitidos, acompanhados por guias do município de Bonito. As regulamentações são projetadas para evitar qualquer dano à caverna.